# Driss el-Yazami

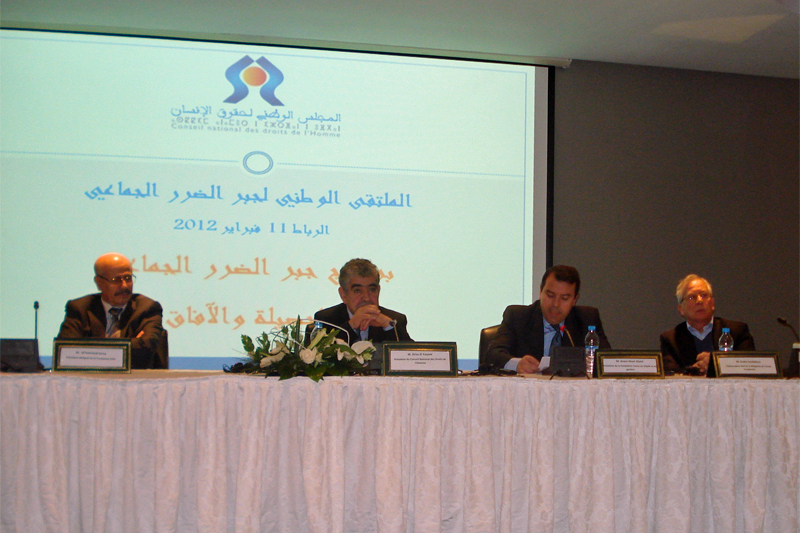
Driss el-Yazami, 2012

Driss el-Yazami, né en 1952 à Fès, est un militant des droits de l'homme marocain. Il est président du Conseil de la communauté marocaine à l’étranger (CCME) depuis  2007, et ancien président du Conseil national des droits de l’Homme (CNDH)  de 2011 à 2018. 

## Carrière et militantisme
Arrivé en France en 1970, il participe à la création du MTA en 1972 avant d'être expulsé de France en 1975 pour conduite de grèves. De retour au Maroc, il a connu trois mois de prisons sous le règne du roi Hassan II. Son frère cadet fut emprisonné à Kénitra.
Il a occupé des fonctions dirigeantes dans plusieurs institutions et instances au Maroc, ainsi que des associations et organisations internationales.
Il est ancien membre de l’Instance Equité et Réconciliation (IER), du Conseil consultatif des droits de l’Homme et membre du Conseil d’administration de la Fondation des Trois Cultures (Espagne).
Il a été membre du comité de pilotage, chef du pôle de la société civile, de la 22e session de la Conférence des Parties de la Convention-Cadre des Nations unies sur les Changements Climatiques (COP22), organisée du 7 au 18 novembre 2016 à Marrakech.
Driss El Yazami a été également membre de la Commission consultative de révision de la Constitution en 2011. Il est depuis décembre 2007, président du Conseil de la communauté marocaine à l’étranger, organisme créé par Mohammed VI,.
Il est délégué général de Génériques, une association spécialisée dans l'histoire des étrangers et de l'immigration en France et rédacteur en chef de la revue «Migrance». El Yazami est ancien vice-président de la Ligue française des droits de l'Homme, (LDH), ancien secrétaire général de la Fédération internationale des ligues des droits de l'Homme (FLDH) et ancien membre du Comité exécutif du Réseau euro-méditerranéen des droits de l'Homme.
Depuis 2004, il est président de la Fondation euro-méditerranéenne de soutien aux défenseurs des droits de l’Homme et membre du Conseil d'orientation et du Conseil d’administration de la Cité nationale de l'histoire de l'immigration en France. M. El Yazami fut co-réalisateur du film «France, terre d'Islam?» en 1984.

## Décorations
Décoré par le Roi Mohammed VI du:
- Wissam Al Moukafaa Al Wataniya de l’ordre de Grand Officier.
- Wissam Al Arch de l’ordre de Commandeur.

Il est Officier de la Légion d’honneur de la République française, au titre des personnalités étrangères, et Officier de l’Ordre de Léopold, la plus haute distinction de Belgique.

## Organisation d'expositions
Driss El Yazami est commissaire général de plusieurs expositions:
- France des étrangers, France des libertés, à Marseille en 1989
- Au miroir de l'Autre, Immigration en France et en Allemagne, à Francfort en mai 1993
- Générations, Un Siècle d'Histoire culturelle des Maghrébins en France, à Lyon en juin 2009

## Publications et ouvrages
Driss El Yazami est co-auteur de plusieurs publications: 
- «Pour les droits de l'Homme» (bilingue : français-anglais - Ed. Syros-Artis, Paris 1989);
- «Les étrangers en France, guide des sources d'archives publiques et privées (XIXe-XXe siècles);
- «Le Paris arabe» (Ed. La Découverte - 2003);
- « Générations » (Gallimard, 2009);

Il est aussi auteur (avec Rémy Schwartz) du «Rapport pour la création d'un Centre national de l'histoire et des cultures de l'immigration, remis en novembre 2001 au Premier ministre français, et de plusieurs articles publiés dans la presse française.

## Filmographie
Driss el-Yazami a coréalisé le film France, Terre d'Islam ? 

## Interviews et articles de presse
- Maroc : Driss El Yazami, toujours prêt[13] !
- Column: Not all Muslim nations restrict women's rights[14]
- Driss El Yazami : « Le Maroc est prêt pour un débat sur l’égalité homme-femme en matière d’héritage »[15]
- Forum mondial des droits de l'Homme : Interview de Driss El Yazami, président du CNDH[16]
- Maroc – Driss El Yazami : « Les pays du Sud deviennent des acteurs à part entière des droits de l’homme »[17]
- Morocco’s Driss El Yazami: Charlie Rose[18]
- De Paris à Marrakech Retrouver l’universalisme[19]
- Driss El Yazami, intellectuel voué aux droits de l’homme, à  la tête du CCME[20]